# Afroaeschna scotias
Afroaeschna scotias is een libellensoort uit de familie van de glazenmakers (Aeshnidae), onderorde echte libellen (Anisoptera).
De soort staat op de Rode Lijst van de IUCN als niet bedreigd, beoordelingsjaar 2009.
De wetenschappelijke naam van de soort werd in 1952 als Aeshna scotias gepubliceerd door Elliot C.G. Pinhey.